# Har Chesed
Har Chesed (hebrejsky: הר חסד) je hora o nadmořské výšce 948 metrů v severním Izraeli, v Horní Galileji.
Nachází se na jihozápadním okraji centrální části masivu Har Meron, asi 3 kilometry jihozápadně od hlavního vrcholku masivu a 2 kilometry severovýchodně od města Bejt Džan. Má podobu úzkého hřebenu, který sem vybíhá z centrální části masivu od hory Har Zeved (1006 m n. m.). Svahy jsou hustě zalesněné. Terén spadá na severní straně prudce do údolí vádí Nachal Zeved, na jižní straně je to údolí Nachal Kaziv. Oba toky se na západní straně hory spojují.